# Державний кордон Марокко

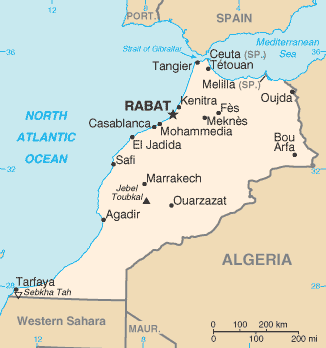
Карта Марокко

Державний кордон Марокко — державний кордон, лінія на поверхні Землі та вертикальна поверхня, що проходить по цій лінії, що визначають межі державного суверенітету Марокко над власними територією, водами, природними ресурсами в них і повітряним простором над ними.

## Сухопутний кордон
Загальна довжина кордону — км. Марокко межує з 3 державами. Уся територія країни суцільна, тобто анклавів чи ексклавів не існує.
Ділянки державного кордону
| Держава        | Ділянка | Довжина (км) | Прикордонні регіони | Примітки |
| -------------- | ------- | ------------ | ------------------- | --- |
| Алжир          | схід    | 1900         |                     | |
| Західна Сахара | південь | 444          |                     | У такому вигляді існує лише де-юре. Марокко звела укріплену мережу між окупованою та неокупованою частинами Західної Сахари — Марокканську стіну. |
| Іспанія        | північ  | (Ceuta) 8    |                     | Кордон з африканськими ексклавами Іспанії: 8 км з Сеутою, 10,5 км з Мелільєю та 75 м з Пеньйоном-де-Велес-де-ла-Гомерою                           |

## Морські кордони
Марокко на півночі омивається водами Середземного моря, а на заході безпосередньо водами Атлантичного океану; відділене Гібралтарською протокою від Європи. Загальна довжина морського узбережжя 1835 км. Згідно з Конвенцією Організації Об'єднаних Націй з морського права (UNCLOS) 1982 року, протяжність територіальних вод країни встановлено в 12 морських миль (22,2 км). Прилегла зона, що примикає до територіальних вод, в якій держава може здійснювати контроль необхідний для запобігання порушень митних, фіскальних, імміграційних або санітарних законів простягається на 24 морські милі (44,4 км) від узбережжя (стаття 33). Виключна економічна зона встановлена на відстань 200 морських миль (370,4 км) від узбережжя. Континентальний шельф — до глибин 200 м.

## Спірні ділянки кордону

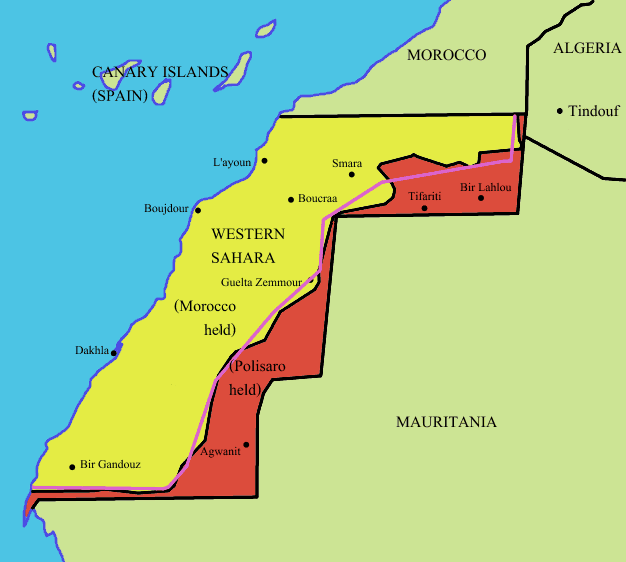
Марокканська стіна

Марокко окупувала більшу частину Західної Сахари і звела, так звану Марокканську стіну, укріплені ділянки кордону уздовж розмежувальної лінії довжиною понад 2500 км.